# Gary Owens
Pour les articles homonymes, voir Owens.
Ne doit pas être confondu avec l'acteur américain Garry Owen

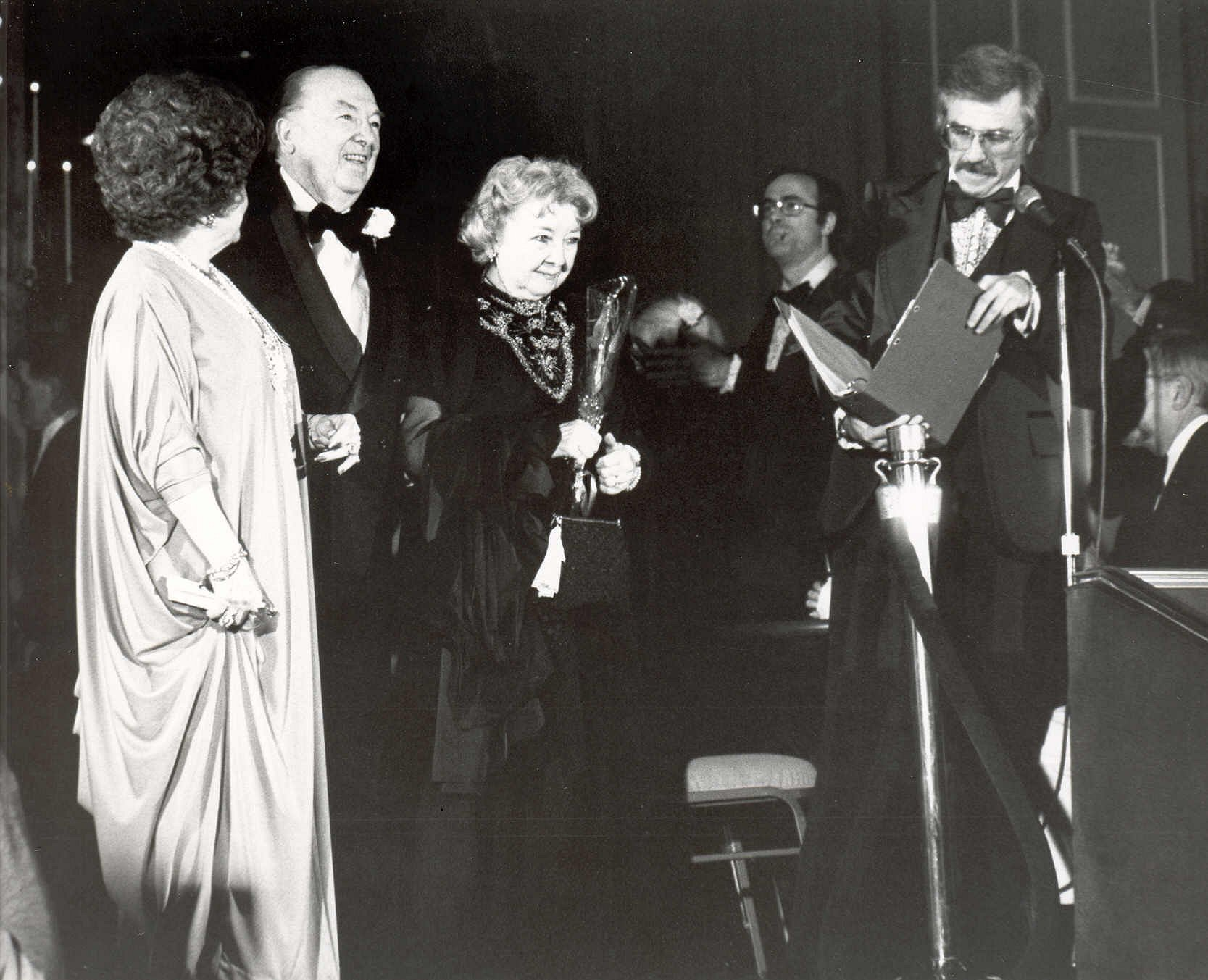
Gary Owens (à droite) en 1979.

Gary Owens, né Gary Bernard Altman le 10 mai 1934 à Mitchell, dans le Dakota du Sud (États-Unis) et mort à Los Angeles (Californie) le 12 février 2015,, est un acteur américain. Il a reçu le prix Inkpot au Comic-Con en 1981.

## Filmographie
- 1954 : Pigs Is Pigs : Narrator
- 1964 : The Naked Witch : Narrator of Prologue (voix)
- 1965 : Roger Ramjet (série télévisée) : Roger Ramjet (voix)
- 1966 : ressortie de Batman (1943) : Narrator
- 1966 : The Last of the Secret Agents? (en) : Voice
- 1966 : Space Ghost (série télévisée) : Space Ghost / Narrator (voix)
- 1968 : Un amour de Coccinelle (The Love Bug) : Announcer
- 1969 : Pattaclop Pénélope (The Perils of Penelope Pitstop) (série télévisée) : Narrator (voix)
- 1969 : Letters to Laugh-In (série télévisée) : Host
- 1972 : Le Retour de l'abominable Docteur Phibes (Dr. Phibes Rises Again) : Narrator (voix)
- 1974 : The Hudson Brothers Razzle Dazzle Show (série télévisée) : Regular
- 1975 : It's a Bird... It's a Plane... It's Superman (TV) : Narrator (voix)
- 1975 : Le Prisonnier de la seconde avenue (The Prisoner of Second Avenue) : Voiceover newscast
- 1976 : The Scooby-Doo/Dynomutt Hour (série télévisée) : Radley Crowne / Blue Falcon
- 1977 : Scooby's All-Star Laff-A Lympics (série télévisée) : Blue Falcon (voix)
- 1977 : Capitaine Caverne (série télévisée) : Opening Narrator
- 1978 : Dynomutt, Dog Wonder (série télévisée) : Radley Crowne / The Blue Falcon / Opening Announcer (voix)
- 1978 : Yogi's Space Race (en) (série télévisée) : Opening Narrator
- 1979 : Les Légendes des super-héros (TV) : Narrator (voix)
- 1980 : Loose Shoes : Narrator (voix)
- 1981 : Space-Stars (série télévisée) : Space Ghost
- 1983 : Hysterical : TV Announcer (voix)
- 1983 : Breakaway (série télévisée) : Host / Announcer
- 1984 : The Mighty Orbots (série télévisée) : Narrator (voix)
- 1985 : European Vacation d'Amy Heckerling : Pig in a Poke Announcer
- 1988 : Destroyer : Game Show Announcer (voix)
- 1988 : Garfield et ses amis (série télévisée) : Announcer (voix)
- 1987 : Square One TV (série télévisée) : Lt. Dirk Niblick (1988-1990) (voix)
- 1989 : How I Got Into College : Sports Announcer (voix)
- 1989 : Super Mario Bros. (The Super Mario Bros. Super Show!) (série télévisée) : Willy White (voix)
- 1990 : Diggin' Up Business : Minister
- 1990 : Kill Crazy (vidéo) : The Sheriff
- 1991 : Dinosaures (Dinosaurs) (série télévisée) : Narrator (voix)
- 1991 : Ren et Stimpy (The Ren & Stimpy Show) (série télévisée) : Powdered Toast Man (voix)
- 1992 : Defenders of Dynatron City (TV) : Announcer
- 1992 : Spaced Out! (TV) : Robot's Voice
- 1992 : Eek! Le chat (série télévisée) : Additional Voices (voix)
- 1994 : Skeleton Warriors (série télévisée) : Additional Voices (voix)
- 1995 : Félix le chat (The Twisted Adventures of Felix the Cat) (série télévisée) : Additional Voices (voix)
- 1996 : Agent zéro zéro (Spy Hard) de Rick Friedberg : M.C. for Rancor Extortion Video
- 1998 : Border to Border : Mr. Kirby
- 1999 : Jerks of All Trades (sortie vidéo de l'émission télé de 1949) : Narrator
- 2000 : Buzz l'Éclair (Buzz Lightyear of Star Command) (série télévisée) : Opening Narration (voix)
- 2001 : Major Damage : Narrator
- 2002 : Jane White Is Sick & Twisted : TV Announcer
- 2002 : The Story of the Tortoise & the Hare : Narrator (voix)